# Carlos Ripamonte

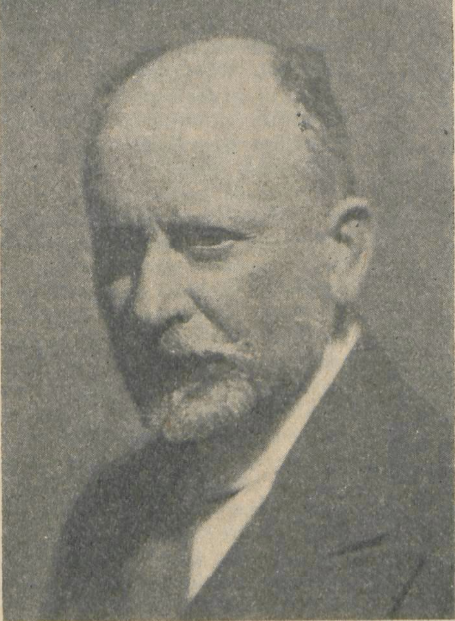
Carlos Ripamonte.

Carlos Pablo Ripamonte (Buenos Aires, 4 de mayo de 1874 - Villa Ballester, 14 de agosto de 1968) fue un pintor argentino.

## Su formación, inicio en la docencia y la estadía en Italia
Inició sus estudios artísticos con el retratista Juan Bautista Curet Cenet, y más tarde asistió al taller del pintor italiano Miguel Carmine. Allí, recibió las enseñanzas de la pintura de caballete y la decoración mural. Más tarde, a instancias de su maestro, ingresó en la academia de la Sociedad Estímulo de Bellas Artes (antecedente de la Asociación Nacional de Bellas Artes) donde tuvo por guías artísticos a Reynaldo Giudici, Ángel della Valle y Ernesto de la Cárcova. Allí dictó cátedra de Dibujo desde 1897 a 1899. Entre 1894 y 1898 participó en los Salones Anuales del Ateneo. En 1899, el Gobierno Nacional le otorgó una beca por concurso para continuar sus estudios en Europa. Instalado en Roma, Italia, abrió su taller y conoció al maestro Giulio Arístide Sartorio.

## Regreso a la Argentina
A su regreso, Ripamonte ocupó el cargo de secretario de la SEBA colaborando en los trabajos preliminares de su nacionalización en 1905 -donde también ejercería como profesor- así como también lo haría más tarde en la creación del Conservatorio Nacional de Música.
Desde fines del siglo XIX, en Argentina se evidenciaron fuertes cambios políticos, sociales y económicos. Paralelamente y de acuerdo a esas transformaciones, se comenzó a organizar el campo artístico local. Las innovaciones estéticas que al volver de Europa trajeron algunos artistas generaron una fuerte controversia en torno a la identidad del arte nacional. Ripamonte se posicionó en esa polémica como defensor de las tradiciones y del proyecto nacionalista legitimado por el poder cultural de la época. Como consecuencia de esa postura, surgió el Grupo Nexus a principios del siglo XX, conformado por Cesáreo Bernaldo de Quirós, Fernando Fader, Ceferino Carnacini, Justo Lynch, Juan Peláez, Pío Collivadino, el escultor Antonio Dresco -entre otros-. La producción de la agrupación se caracterizó por la exaltación de la tradición, el folklore y las costumbres locales, utilizando un lenguaje cercano formalmente al impresionismo y adaptado al naturalismo académico aprendido en el Viejo Continente. En 1907, Ernesto de la Cárcova dejó su cargo como vicedirector de la Academia Nacional de Bellas Artes. Ripamonte lo sucedió de 1908 a 1928. 
En 1910 tuvo lugar la Exposición Internacional del Centenario, donde se mostró una cantidad considerable de obras, entre pintura, grabado, arquitectura y artes modernas. Argentina participó con 235 trabajos de diferentes artistas, y los integrantes del Grupo Nexus ocuparon un lugar destacado: Ripamonte fue distinguido con el "Primer Premio" en la sección "Cuadros costumbristas", por su óleo Canciones del pago. Envío sus obras al Salón Nacional desde 1911 y a otras muestras oficiales de la Argentina. Realizó exposiciones individuales en Galería Witcomb, Müller, Salón Mar del Plata; Salón Santa Fé, Bahía Blanca, Tres Arroyos, etc.
Durante esos años, escribió en la revista Athinae (de Mario A. Canale) una fervorosa defensa del arte nacional y del personaje del gaucho.
Junto al Perito Moreno y otras destacadas figuras fundó el 4 de julio de 1912 la Asociación de Boy Scouts Argentinos.

## Semblanza artística
En sus obras, el artista supo detenerse en un minucioso estudio de los caracteres del hombre de campo realizando composiciones de gran calidad que reflejan los diferentes tipos criollos. Conocedor de las formas y poseedor de una gran habilidad para el dibujo, se dedicó tanto a estructurar como a disolver la figura mediante los efectos de color.

## Años posteriores
Sin descuidar su actividad artística, ejerció al mismo tiempo la docencia y continuó ocupando diversos cargos: fue presidente de la Sociedad Estímulo de Bellas Artes y miembro de la Comisión Nacional de Bellas Artes. En 1928 ocupó la dirección de la ENBAPP y fue director de la Escuela Superior de Bellas Artes de la Nación Ernesto de la Cárcova, hasta 1931.
Dictó la cátedra de Pintura y Dibujo en la FADU; profesor de Dibujo de Ornato aplicado a la Arquitectura en la Facultad de Ciencias Exactas, Físicas y Naturales de la Universidad de Buenos Aires, hasta su jubilación en 1942.
Publicó numerosos artículos sobre arte, la obra Datos de la historia artística argentina y una Autobiografía.
Residió buena parte de su vida en Villa Ballester, en la zona norte del Gran Buenos Aires, al igual que su discípulo y colega Ceferino Carnacini. Su casona y atelier aún se conserva y actualmente es ocupada por sus descendientes.
Su obra figura en museos nacionales, provinciales y en destacadas colecciones particulares.

## Exposiciones de su obra
Ripamonte ha figurado en la exposición Obras de arte argentino desde Pueyrredón hasta nuestros días (1940); 100 años de Arte Rioplatense (Buenos Aires, 1947); La pintura y escultura argentina de este siglo (Buenos Aires, 1952-1953), y otras de carácter internacional.
Del 9 al 30 de mayo de 2008 se llevó a cabo en el Museo Casa Carnacini de Villa Ballester la exposición "Ripamonte, el último romántico".